# 岩津発電所
岩津発電所（いわづはつでんしょ）は、愛知県岡崎市日影町にある中部電力の水力発電所である。
杉浦銀蔵らの手によって岡崎電灯の発電所として、1897年（明治30年）に造られた。当時の発電能力は50キロワットで、送電距離16kmは日本の長距離送電の先駆であった。
その後、1926年（大正15年）に落雷によって焼失したものの、1927年（昭和2年）に再建された。中部電力現役最古かつ最小の発電所である。この発電所の建設により、岡崎の街に電力が供給され、地域の近代化、発展に貢献した。
2008年（平成20年）の水車発電機取替により、発電能力がそれ以前より10kW増加し140kWとなった。
利用河川矢作川水系郡界川
発電能力140キロワット
有効落差51.73メートル
使用水量毎秒0.37立方メートル
導水路長1355メートル
圧力鉄管長94.34メートル